# Пик (митология)
Вижте пояснителната страница за други значения на Пик.
Пик (на латински: Picus; Кълвач) е според легендата първият цар на Лацио в Лаурентум и е почитан като римски бог на полята и горите. Син е на Сатурн. Баща е на Фаунус и дядо на Латин.
Според 14. книга Метаморфози на Овидий, той е бил женен за нимфата Канента (Canens), дъщеря на Янус и е правърнат в кълвач от Цирцея, след като ѝ се присмял на обичта и искал да бъде вярен на съпругата си. Това се случило преди той да навърши 19 години. Канента се превърнала след това от мъка по съпруга си в лебед.
Според друга легенда от Сервий, Пик е влюбен в Помона. В Енеидата на Вергилий Пик е баща на Фавн (Фаунус) и дядо на Латин. Цирцея го превърнала на кълвач, но е определена като негова coniunx (съпруга).
Италийците го смятат за син на Марс. (Кълвачът е свещената птица на Марс).
Дава името на народа пицени.